# Mario Rodríguez Varela
Mario Rodríguez Varela (Buenos Aires, 20 de octubre de 1937 - 10 de mayo de 2015) fue un futbolista argentino que jugaba de delantero. Apodado Mariulo, se convirtió en el máximo artillero de la Copa de Campeones de América 1964 (actual Copa Libertadores) con 6 goles.

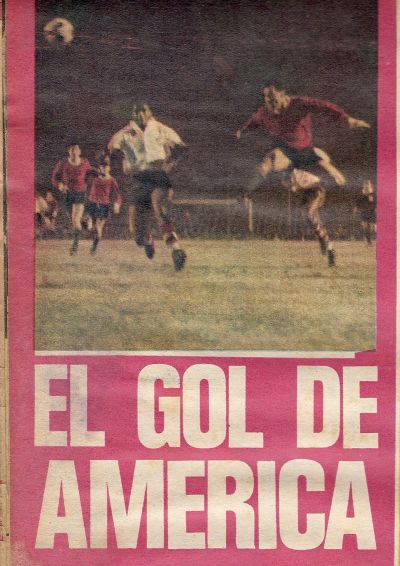
Mario Rodríguez convierte el gol que le da el título a Independiente en la Copa Libertadores 1964.

Es uno de los mayores ídolos de la historia de Independiente, a pesar del poco tiempo que pasó allí: estuvo en el club entre 1963 y 1965. Por otra parte, fue un goleador decisivo con 40 goles en 82 partidos. El más importante de ellos fue el que le dio al "Rojo" su primer título de la Copa Libertadores, en la final de 1964 contra el Nacional, que también aspiraba a su primera conquista en el torneo.

## Trayectoria en clubes
Nació en Palermo y creció en Barrio Norte; hizo todas las categorías inferiores en Chacarita Juniors. Su debut profesional llegó en 1957, jugando en la segunda división de Argentina. En la temporada de 1960 debutó en Primera División de Argentina para Chacarita Juniors: gracias a sus dotes goleadoras y buena resistencia física, se las arregló para convertirse en uno de los mejores delanteros de la liga argentina.
Llegó a Independiente en 1963, junto con Raúl Savoy, con quien había hecho dupla ofensiva en Chacarita Juniors. Por ambos, el "Diablo" pagó 25 millones de pesos y dos jugadores. Rodríguez, quien en 1963 fue el máximo goleador del Sudamericano para Argentina, ese año fue decisivo también en Independiente: debutó con dos goles ante Rosario Central y también anotó el tanto del título argentino en la penúltima jornada, frente a River Plate.
Posterorimente, Rodríguez sería uno de los protagonistas de las dos victorias en las ediciones de la Copa Libertadores 1964 y 1965, anotando muchos goles.
Su carrera se vio truncada por una lesión en la rodilla; luego, en 1966, dejó el "rojo" para continuar su carrera en Vélez Sarsfield, pero tuvo pocas oportunidades de jugar. 
Finalmente, en 1968, decidió cambiar Argentina por Chile, firmando para el Colo-Colo, donde jugó 2 temporadas, anotando un total de 28 goles en 52 partidos. Con Colo Colo ganó el título de campeón en el Torneo Internacional de Chile 1969. Su último año en Chile, 1970, jugó en Audax Italiano. 
Luego se trasladó de nuevo a Argentina, en 1971, para retirarse en el mismo Chacarita donde había surgido.

## Selección nacional
Rodríguez jugó 10 partidos internacionales para Argentina entre 1962 y 1963. Su primer juego fue Argentina-Uruguay jugado el 13 de marzo de 1962. Anotó 5 de sus 6 goles con la casaca albiceleste durante el Sudamericano de 1963, y el sexto en 16 de abril de 1963, contra Brasil.

## Clubes
| Club              | País      | Año         |
| ----------------- | --------- | ----------- |
| Chacarita Juniors | Argentina | 1957 - 1962 |
| Independiente     | Argentina | 1963 - 1966 |
| Vélez Sarsfield   | Argentina | 1966 - 1967 |
| Colo Colo         | Chile     | 1968 - 1969 |
| Audax Italiano    | Chile     | 1970        |
| Chacarita Juniors | Argentina | 1971        |

## Palmarés

### Torneos nacionales
| Título           | Club              | País      | Año  |
| ---------------- | ----------------- | --------- | ---- |
| Segunda División | Chacarita Juniors | Argentina | 1959 |
| Primera División | Independiente     | Argentina | 1963 |

### Torneos internacionales
| Título            | Club          | Sede       | Año  |
| ----------------- | ------------- | ---------- | ---- |
| Copa Libertadores | Independiente | Avellaneda | 1964 |
| Copa Libertadores | Independiente | Montevideo | 1965 |